# Anna Shaffer
Anna Shaffer (Londres; 15 de marzo de 1992) es una actriz británica, conocida por haber interpretado a Romilda Vane en las películas de Harry Potter y a Ruby Button en la serie Hollyoaks.

## Carrera
El 3 de enero de 2011, se unió al elenco principal de la serie británica Hollyoaks, donde interpretó a Ruby Button, hasta el 13 de febrero de 2014. En noviembre de 2017 se anunció que regresaría a la serie, luego de que su personaje asistiera al funeral de Frankie Osborne (Helen Pearson). Su última aparición en la serie fue el 30 de abril de 2018.
A partir de 2019 interpreta a la hechicera Triss Merigold en la serie de Netflix The Witcher.

## Filmografía

### Televisión
| Año           | Título      | Personaje      | Notas                                    |
| ------------- | ----------- | -------------- | ---------------------------------------- |
| 2019—presente | The Witcher | Triss Merigold | personaje principal, serie de TV Netflix |
| 2011-2018     | Hollyoaks   | Ruby Button    | 242 episodios                            |
| 2017          | Zapped      | Madre          | Episodio: "Magic Darts"                  |
| 2017          | Fearless    | Leila          | 4 episodios                              |
| 2016          | Class       | Rachel Chapman | 2 episodios                              |
| 2016          | Cuckoo      | Emma           | Episodio: "University Challenged"        |
| 2014          | Glue        | Heather        | Miniserie; episodio #1.2                 |

### Cine
| Año  | Título                                             | Personaje    | Notas                                                            |
| ---- | -------------------------------------------------- | ------------ | ---------------------------------------------------------------- |
| 2011 | Harry Potter y las Reliquias de la Muerte: parte 2 | Romilda Vane | Junto a Daniel Radcliffe, Emma Watson, Rupert Grint y Tom Felton |
| 2010 | Harry Potter y las Reliquias de la Muerte: parte 1 | Romilda Vane | Junto a Daniel Radcliffe, Emma Watson, Rupert Grint y Tom Felton |
| 2009 | Harry Potter y el misterio del príncipe            | Romilda Vane | Junto a Daniel Radcliffe, Emma Watson, Rupert Grint y Tom Felton |